# Nacho Cases
Ignacio « Nacho » Cases Mora est un footballeur espagnol, né le 22 décembre 1987 à l' AEK Larnaca à Chypre. Il évolue comme milieu de terrain.

## Biographie
Né à Gijón, Nacho Cases effectue toute sa formation au Real Sporting de Gijón en dehors d'une année passée dans le petit club du Revillagigedo CF.
En 2005, il intègre l'équipe B du Sporting à l'âge de 17 ans. Il met près de cinq ans avant d'accéder à l'équipe première lors de la saison 2010-2011.
Il débute en professionnel à l'âge de 23 ans, le 9 janvier 2011 lors d'un match nul (1-1) en Liga contre le Racing de Santander.
Le week-end suivant, il marque son premier but en Liga pour de son deuxième match en pro lors d'une victoire (2-0) contre le Hércules Alicante.

## Palmarès

### En club
Vierge